# Geisha di Onsen

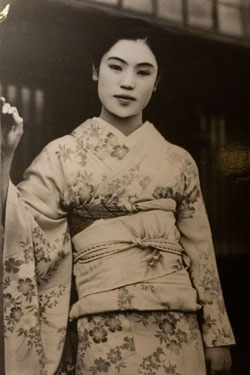
Onsen geisha Matsuei, dalla quale Yasunari Kawabata ha tratto ispirazione per personaggio del suo romanzo Il paese delle nevi, nel 1934.

Onsen geisha (温泉芸者) è un termine con il quale ci si riferisce alle geisha, o intrattenitrici, che lavorano in una onsen.
Il termine onsen geisha ha una connotazione negativa e spesso è usato come sinonimo di prostituta a causa di alcuni fraintendimenti.
Nella storia precedente la seconda guerra mondiale, le onsen geisha erano considerate le geisha di rango più basso e prostitute vagabonde quando non erano costrette, da contratto, a rimanere in un certo onsen. 
Durante lo stesso periodo, ricchi uomini d'affari erano soliti dirigersi dalle onsen geisha e proporre loro di partecipare a celebrazioni d'alto rango, evidenziando la propensione di queste geisha nel prostituirsi. 
Dopo la seconda guerra mondiale, l'abbondanza di prostitute spacciatesi per "geisha" nella città di Atami causerà agli stranieri molta confusione. 
Oggigiorno la geisha non è una prostituta, in nessuna delle sue forme: è solo un'artista eccellente in alcuni ambiti.
Ad  Atami, l'ufficio del registro ufficiale separa le geisha esperte da quelle principianti.
I banchetti allestiti dalle onsen geisha sono differenti rispetto agli hanamachi delle geisha di Kyoto e Tokyo: i secondi sono raccoglimenti tra più persone in contenute case del tè, mentre i banchetti delle onsen geisha intrattengono numerosi turisti e ospiti e sono ben settanta, in genere, le geishe responsabili del divertimento degli ospiti. 